# 巨屿镇
巨屿镇，是中华人民共和国浙江省温州市文成县下辖的一个乡镇级行政单位。

## 行政区划
巨屿镇下辖以下地区：
稠泛村、垟尾村、正湾村、龙前村、金面盂村、方前村、潘山村、徐龙村、花竹岭村、穹口村、项坑边村、孔山村、前山村、垟地边村、东坑头村、潘岙村、双尖村、赤砂村、黎明村、葛洋村、黄龙村、三五新村和张平村。